# 南緯25度線
南緯25度線（なんい25どせん）は、地球の赤道面より南に地理緯度にして25度の角度を成す緯線。南回帰線のすぐ南にあり、大西洋、アフリカ、インド洋、オーストララシア、太平洋、南アメリカを通過する。
この緯度の下では、夏至点時の可照時間は13時間42分であり、冬至点時の可照時間は10時間35分である。
北緯25度線との間はコーヒーベルトと呼ばれる。

## 通過する地域一覧
南緯25度線は、本初子午線から東に向かって以下の場所を通っている。
| 地理座標                                               | 国土・領土・領海 | 備考                                                                         |
| ------------------------------------------------------ | ---------------- | ---------------------------------------------------------------------------- |
| 南緯25度0分 東経0度0分 / 南緯25.000度 東経0.000度      | 大西洋           |                                                                              |
| 南緯25度0分 東経14度50分 / 南緯25.000度 東経14.833度   | ナミビア         |                                                                              |
| 南緯25度0分 東経20度0分 / 南緯25.000度 東経20.000度    | 南アフリカ共和国 | 北ケープ州                                                                   |
| 南緯25度0分 東経20度20分 / 南緯25.000度 東経20.333度   | ボツワナ         |                                                                              |
| 南緯25度0分 東経25度50分 / 南緯25.000度 東経25.833度   | 南アフリカ共和国 | 北西州 リンポポ州 北西州 リンポポ州 ムプマランガ州 リンポポ州 ムプマランガ州 |
| 南緯25度0分 東経32度2分 / 南緯25.000度 東経32.033度    | モザンビーク     |                                                                              |
| 南緯25度0分 東経34度4分 / 南緯25.000度 東経34.067度    | インド洋         | モザンビーク海峡                                                             |
| 南緯25度0分 東経44度2分 / 南緯25.000度 東経44.033度    | マダガスカル     |                                                                              |
| 南緯25度0分 東経47度0分 / 南緯25.000度 東経47.000度    | インド洋         |                                                                              |
| 南緯25度0分 東経113度7分 / 南緯25.000度 東経113.117度  | オーストラリア   | 西オーストラリア州 - ドーレ島                                                |
| 南緯25度0分 東経113度7分 / 南緯25.000度 東経113.117度  | インド洋         | ジオグラフィー海峡                                                           |
| 南緯25度0分 東経113度39分 / 南緯25.000度 東経113.650度 | オーストラリア   | 西オーストラリア州 ノーザンテリトリー クイーンズランド州                     |
| 南緯25度0分 東経152度30分 / 南緯25.000度 東経152.500度 | 珊瑚海           |                                                                              |
| 南緯25度0分 東経153度13分 / 南緯25.000度 東経153.217度 | オーストラリア   | 西オーストラリア州 - フレーザー島                                            |
| 南緯25度0分 東経153度21分 / 南緯25.000度 東経153.350度 | 珊瑚海           |                                                                              |
| 南緯25度0分 東経164度55分 / 南緯25.000度 東経164.917度 | 太平洋           | ピトケアン諸島のちょうど南を通過する。                                       |
| 南緯25度0分 西経70度28分 / 南緯25.000度 西経70.467度   | チリ             |                                                                              |
| 南緯25度0分 西経68度24分 / 南緯25.000度 西経68.400度   | アルゼンチン     |                                                                              |
| 南緯25度0分 西経58度8分 / 南緯25.000度 西経58.133度    | パラグアイ       |                                                                              |
| 南緯25度0分 西経54度27分 / 南緯25.000度 西経54.450度   | ブラジル         | パラナ州 サンパウロ州 - 約20km パラナ州 - 約15km サンパウロ州                |
| 南緯25度0分 西経47度52分 / 南緯25.000度 西経47.867度   | 大西洋           |                                                                              |